# フロラン・シナマ＝ポンゴル
フロラン・シナマ＝ポンゴル（Florent Sinama-Pongolle, 1984年10月20日 - ）は、フランス海外県レユニオン・サン＝ピエール出身の元サッカー選手。現役時代のポジションはフォワード。フローレンとも表記されることがある。
176cmと決して大柄ではないが、ジャンプ力を生かしたヘディングも上手い。

## 略歴
フランスのクラブチーム、ル・アーヴルACのユースに所属し、2001年にプロデビュー。2003年に良き相棒であり、従兄弟のアンソニー・ル・タレクと共にリヴァプールFCへ移籍、当時の監督ラファエル・ベニテスにより重用されていた。本来はセンターフォワードだがリヴァプールではセカンドトップや右サイドとして起用されることが多かった。2006年1月にブラックバーン・ローヴァーズFCにレンタル移籍するも結果を残せず、同年にスペインのレクレアティーボ・ウェルバへ移籍金400万ユーロで移籍した。レクレアティーボでは2年連続で2桁得点を挙げる活躍で、チームの上位進出に貢献した。2008年7月、移籍金1000万ユーロでアトレティコ・マドリードへ移籍。しかし出場機会が限られていたため、2009年12月に移籍金650万ユーロでポルトガルのスポルティングCPへ移籍した。その後スペインのレアル・サラゴサやスコットランドのダンディー・ユナイテッドFCを経由し、タイ・プレミアリーグのチャイナートFCへの移籍を発表した。
ナショナルチームでは84年世代の一人で、この世代では傑出した能力を持つ。柔らかいタッチが魅力でトリニダード・トバゴで開催された2001 FIFA U-17世界選手権ではU-17日本代表を翻弄した。2008年にフランスB代表に選出され得点も決め、10月14日チュニジア代表との親善試合でカリム・ベンゼマと交代でA代表デビュー。

## タイトル
| シーズン | チーム           | タイトル                           |
| -------- | ---------------- | ---------------------------------- |
| 2001     | U-17フランス代表 | FIFA U-17ワールドカップ            |
| 2001     | U-17フランス代表 | FIFA U-17ワールドカップ 得点王     |
| 2001     | U-17フランス代表 | FIFA U-17ワールドカップ 最優秀選手 |
| 2004-05  | リヴァプール     | UEFAチャンピオンズリーグ           |
| 2005     | リヴァプール     | UEFAスーパーカップ                 |
| 2005-06  | リヴァプール     | FAカップ                           |
| 2013-14  | ロストフ         | ロシア・カップ                     |